# ISS: Incredible Shrinking Sphere
ISS: Incredible Shrinking Sphere ("incredibile sfera restringente") è un videogioco pubblicato nel 1989 per i computer Amiga, Amstrad CPC, Atari ST, Commodore 64 e ZX Spectrum dalla Electric Dreams Software, editrice britannica che collaborava con Activision. Consiste nel controllo di una navicella sferica attraverso un labirinto ed è a volte ritenuto un discendente di Spindizzy o di Marble Madness.

## Modalità di gioco
Il gioco si svolge in un labirinto con visuale isometrica in diagonale e scorrimento in tutte le direzioni. Ciascuno degli otto livelli è costituito da un labirinto di 4 piani e lo scopo è raggiungere l'uscita. La sfera del giocatore può rotolare in tutte le direzioni sulla superficie del piano corrente, accelerando e decelerando con una forte inerzia. Ci sono basse pareti sulle quali la sfera rimbalza e si possono incontrare vari tipi di avversari meccanici mobili, letali al contatto.
La superficie del labirinto è formata da grandi piastrelle quadrate, molte delle quali hanno uno specifico aspetto e causano un certo effetto quando la sfera ci passa sopra. Alcune piastrelle in particolare aumentano o diminuiscono la massa, il volume o la velocità generale della sfera. Ci sono diversi altri tipi di piastrelle, tra cui respingenti come quelli dei flipper, punti di passaggio tra i piani, generatori di nemici, power-up che danno un temporaneo scudo protettivo alla sfera.
Molte delle piastrelle vuote si consumano e diventano letali dopo un certo tempo che la sfera ci è passata sopra.
Massa e velocità attuali sono rappresentate da icone nella parte bassa dello schermo, mentre il volume è direttamente visibile dall'ingrandimento o rimpicciolimento della sfera. La massa influenza la manovrabilità, in quanto aumenta l'inerzia; inoltre solo una sfera più pesante è in grado di spostare certe pareti mobili urtandole, ma solo una sfera leggera può passare sopra certe piastrelle incrinate senza sfondarle e precipitare. L'aumento di volume può invece impedire di attraversare certi passaggi stretti.
La sfera può sparare nella direzione in cui si muove per distruggere i nemici, ma con munizioni limitate.
Prima dell'inizio di ogni livello si possono visionare le mappe di tutti i quattro piani e posizionare su qualunque piastrella libera quattro depositi di munizioni, che serviranno da punti di ricarica.

## Sviluppo
ISS venne realizzato dalla squadra di sviluppo Fours Field, riportata anche come Foursfield o Four's Field, in collaborazione con Software Studios che era lo studio di sviluppo sussidiario della stessa Electric Dreams. Fu il primo titolo sviluppato dalla Fours Field, i successivi furono Time Scanner, Ghostbusters II e Brat. L'équipe era composta da quattro persone. La designer Anna Ufnowski, per il labirinto in cui si svolge ISS, prese ispirazione dalla trama disegnata su un paio di pantofole.